# SpVgg Hellas-Nordwest 04
SpVgg Hellas-Nordwest 04 was een Duitse voetbalclub uit Charlottenburg-Nord, een stadsdeel van de hoofdstad Berlijn.

## Geschiedenis
De club werd op 15 juni 1904 opgericht als SC Hellas 04 Berlin en nam dat jaar nog deel aan de competitie van de Markse voetbalbond. In 1905 wisselde de club naar de sterkere Berlijnse voetbalbond. In 1911 fuseerde de club nog met SC Berlin 06 en SC Hansa 07, maar bleef wel de oorspronkelijke naam behouden. Voor de Tweede Wereldoorlog speelde de club geen rol van betekenis meer. In de jaren twintig speelde de club in de tweede klasse van de Brandenburgse competitie. In 1944 speelde de club samen met SpVgg Nordest 1912 als KSG Hellas-Nordwest.
Na de oorlog werden alle clubs ontbonden en werd deze heropgericht als SG Tiergarten-Nordwest. De leden van beide clubs besloten om samen te blijven en in 1947 werd de club heropgericht als SpVgg Hellas-Nordwest. De club speelde hierna jaren in de amateurliga Berlin en van 1976 tot 1979 ook in de Oberliga Berlin, destijds nog de derde hoogste klasse in West-Duitsland. Hierna zonk de club weg in de anonimiteit.
In 2016 promoveerde de club naar de Landesliga en een jaar later naar de Berlin-Liga. Echter fuseerde de club in 2017 met het lager geklasseerde Berlin Türkspor 1965 en werd door die club opgeslokt waardoor de naam SpVgg Hellas-Nordwest verdween.